# 大谷川放水路
大谷川放水路（おおやがわほうすいろ、英: Oyagawa Drainage Ditch）は、静岡県静岡市を流れる放水路。静岡県が管理する二級河川である。

## 概要
1974年7月の七夕豪雨で被害を受けた巴川流域の治水対策の一環として建設された。静岡市葵区古庄付近で巴川から分流し、駿河湾に注ぐ。この放水路は、従来巴川に流入していた後久川と小鹿沢川を逆流させ、駿河区恩田原地区周辺は掘削して河川を建設。それにより駿河区南部を流れていた大谷川と接続、巴川からの分水が可能となった。河口部には防潮水門が設けられた。
全区間三面コンクリート耐震構造で出水時は１秒間に150tの水を巴川から分水できる能力を持つ。

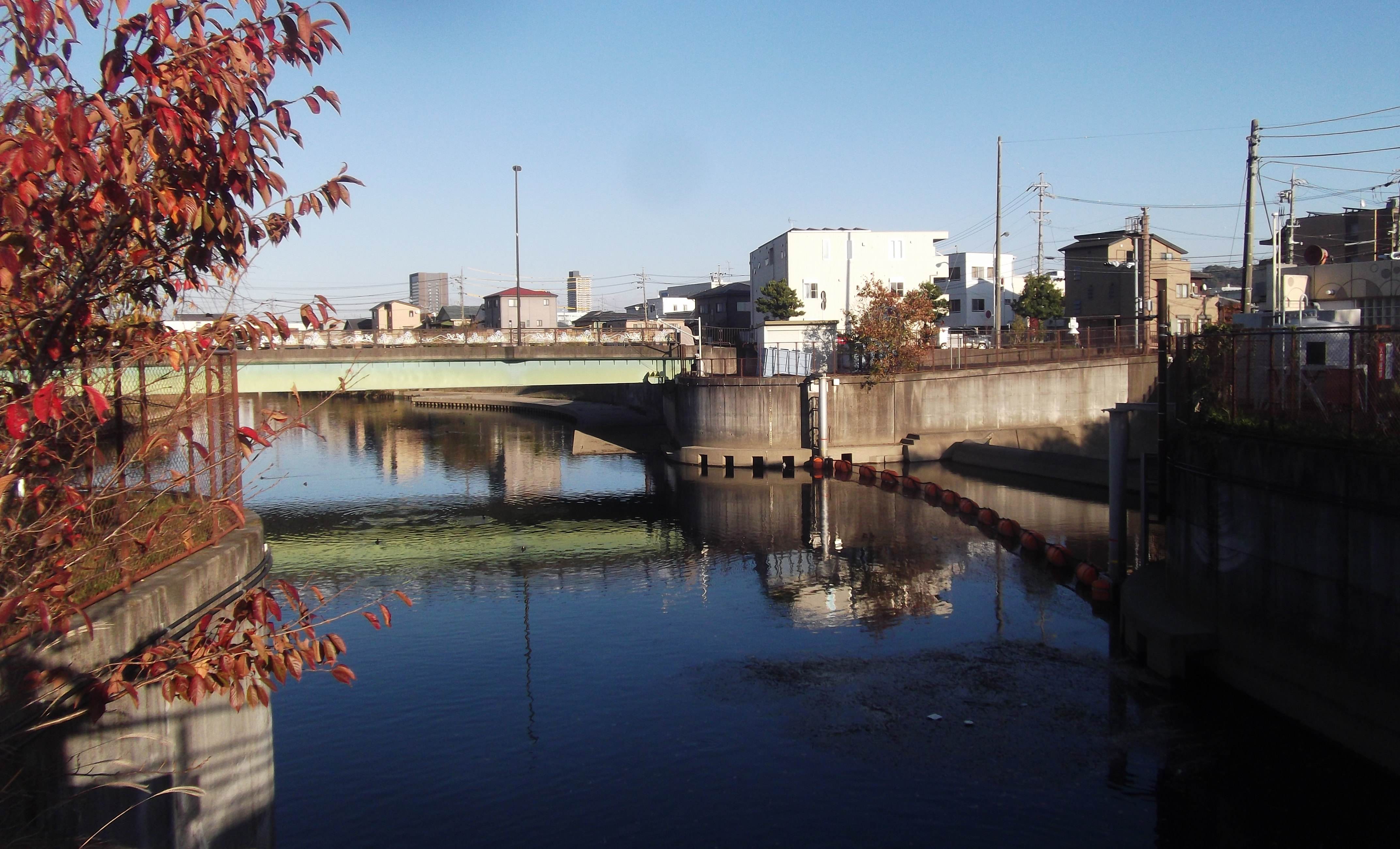
巴川（左）と大谷川放水路（右）の分岐点。葵区古庄。2017年11月。
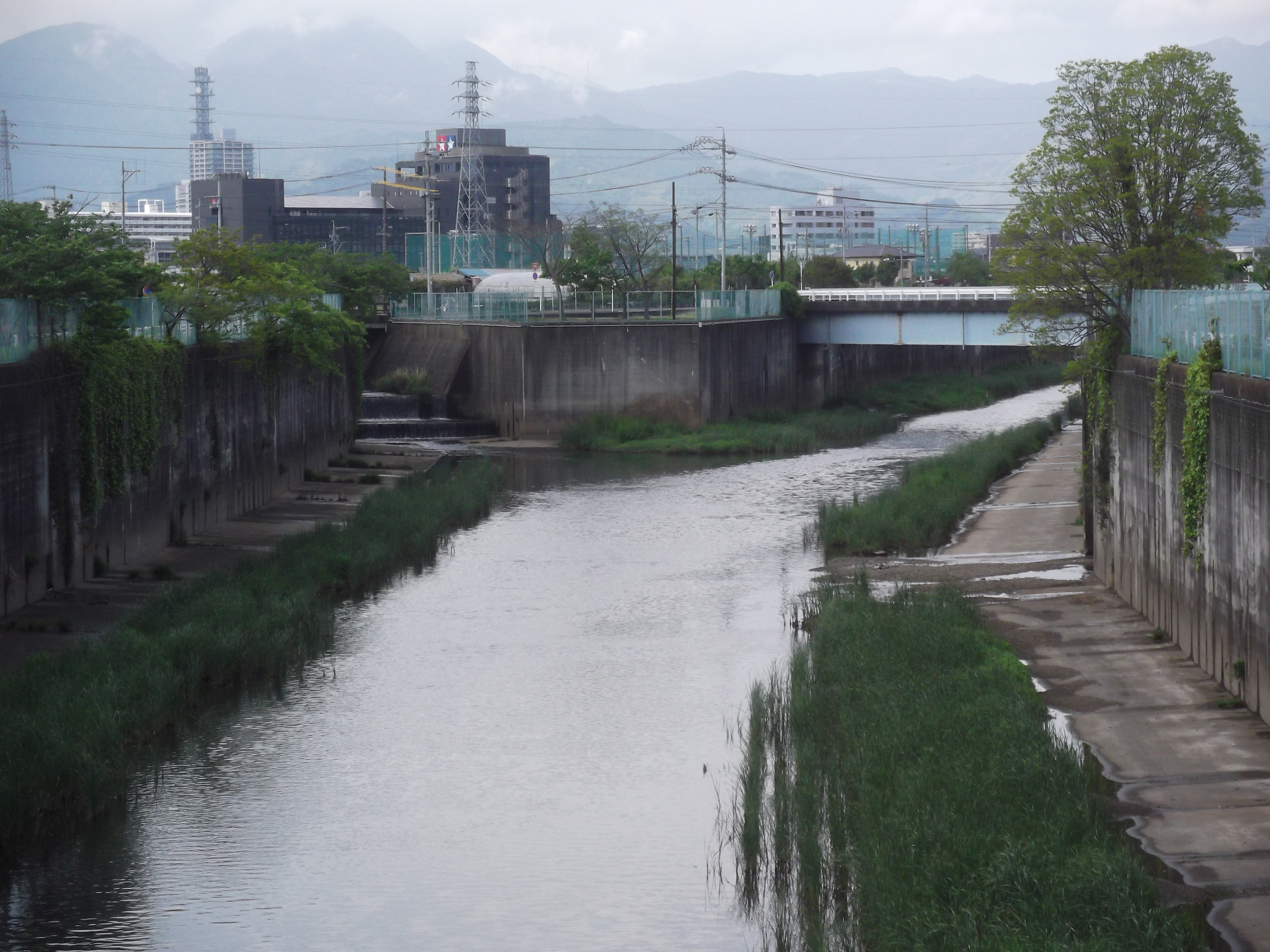
大谷川との合流点。右が放水路。駿河区恩田原。2016年4月。
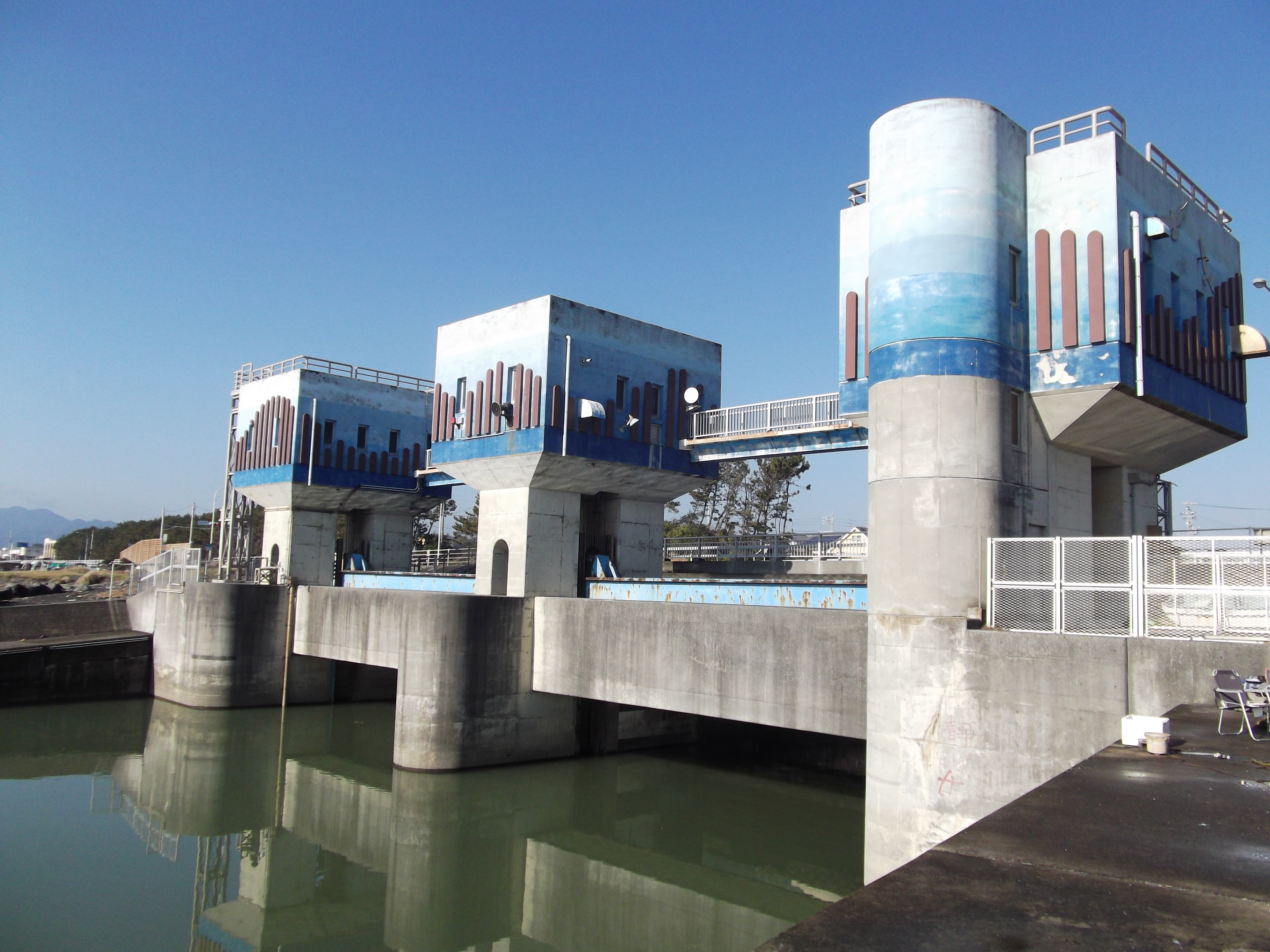
河口にある大谷川水門。駿河区高松。2012年12月。

## 沿革

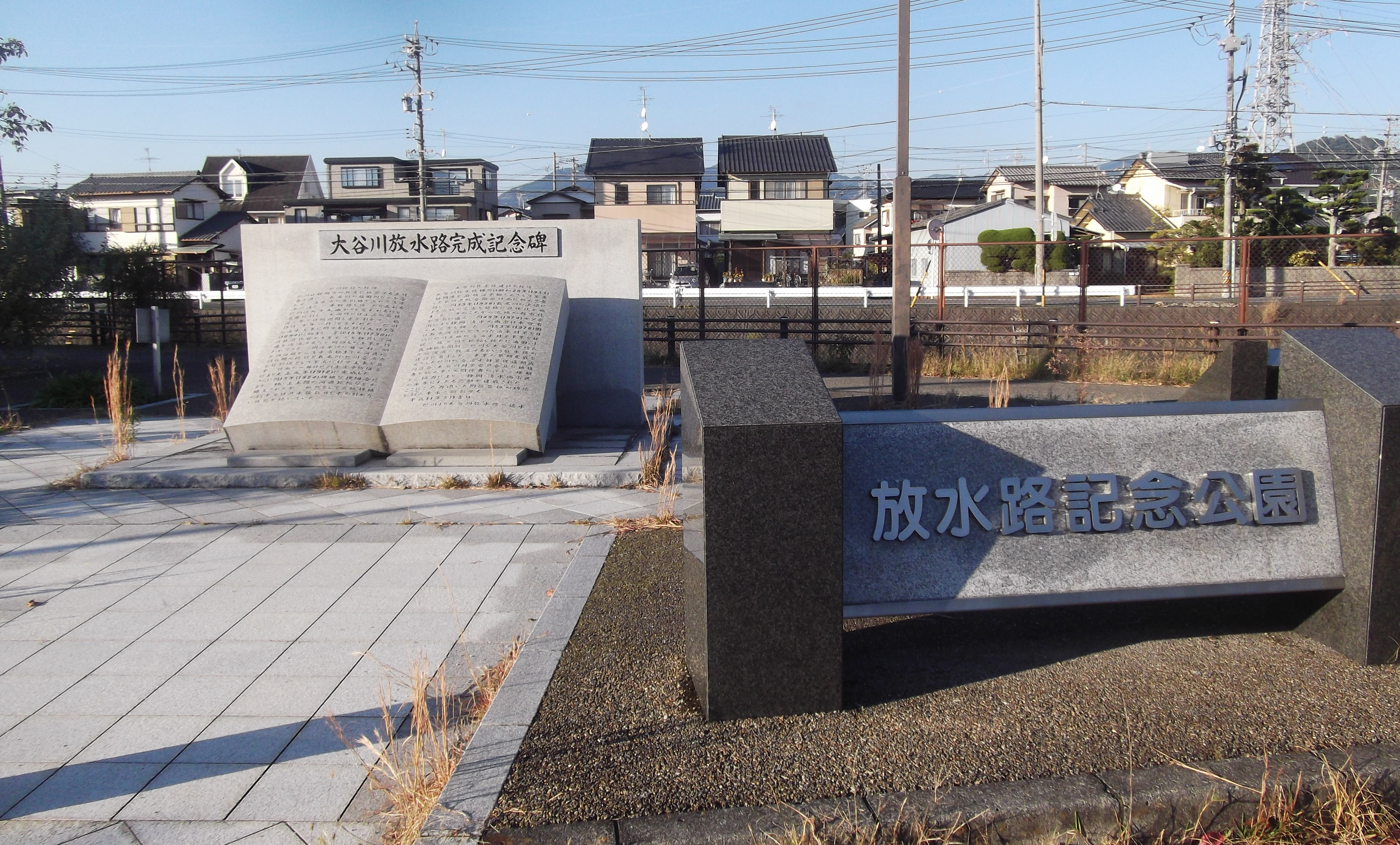
静岡市葵区古庄にある、大谷川放水路の完成を記念する記念公園。2017年11月。

- 1974年（昭和49年）：大谷川放水路建設開始。
- 1989年（平成元年）3月14日：二級河川に指定。
- 1999年（平成11年）5月：大谷川放水路完成。

## 主な支流
- 大慈悲院川（二級河川）
- 大谷川（二級河川）駿河区恩田原地先で大谷川放水路の右岸に合流している。
- 大正寺沢川（二級河川）
- 長沢川（二級河川）
- 小鹿沢川（二級河川）